# St.-Sebastian-Kapelle (Mönchengladbach)

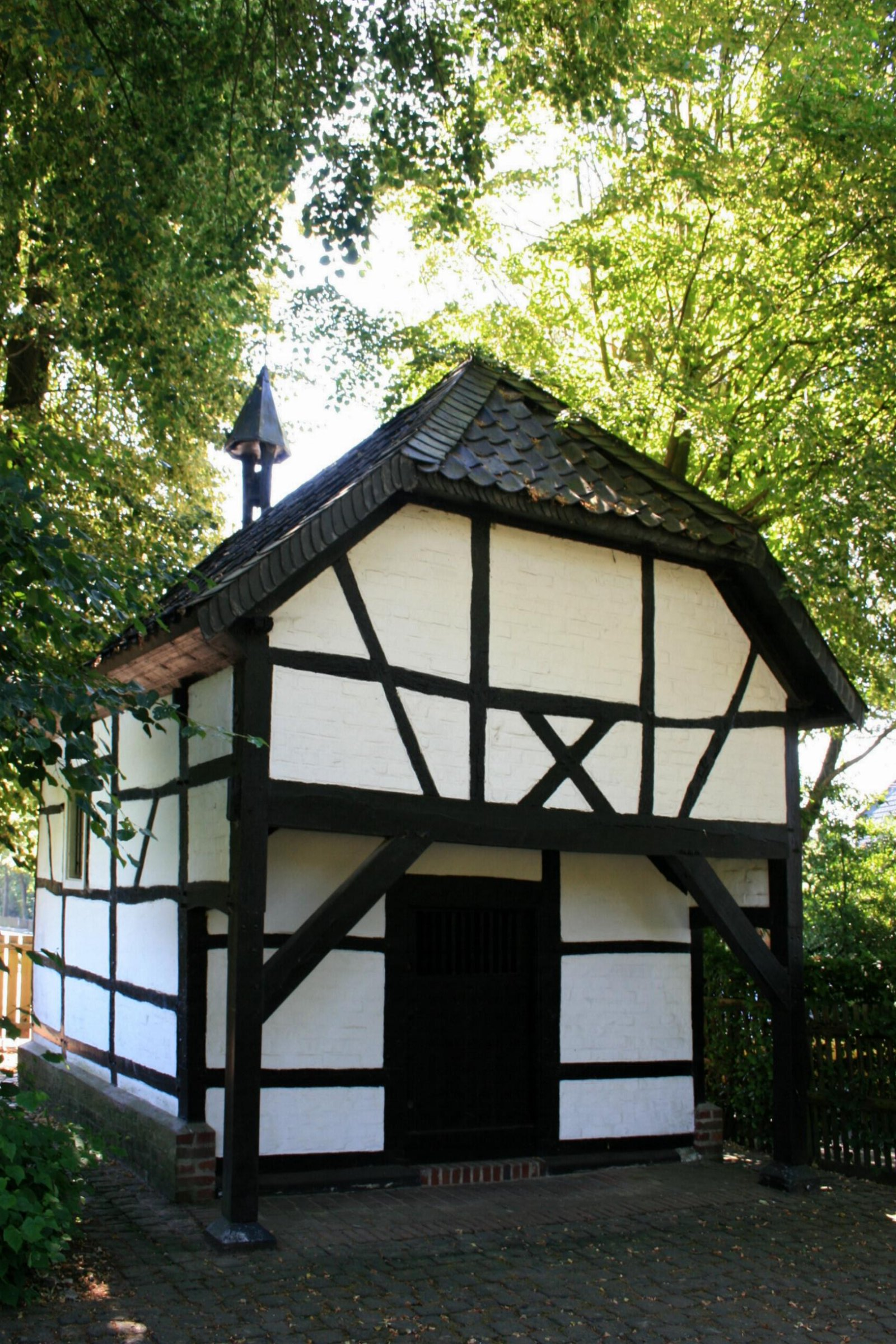
Kapelle (2010)

Die St.-Sebastian-Kapelle steht an der Broicher Str. 180 im Rheindahlener Ortsteil Broich der Stadt Mönchengladbach (Nordrhein-Westfalen). Sie wurde 1754 erbaut. Die Kapelle ist unter Nr. A 045 am 2. Juni 1987 in die Denkmalliste der Stadt Mönchengladbach eingetragen worden. Die in der Nähe liegende Bushaltestelle der Linie 026 „Broich Kapellchen“ ist nach der Kapelle benannt.

## Architektur
Die Kapelle „Zum heiligen Sebastian“ steht eingefriedet in einem größeren Kapellengrundstück allseitig frei. Sie gehört zum Pfarrbezirk St. Rochus und stammt aus dem Jahr 1759. Das Fachwerk ist mit weißverputzten Gefachen ausgeführt. Die Kapelle trägt ein vorne abgewalmtes Ziegeldach (Ort, First und Grate aus Schiefer) mit Dachreiter und Glöckchen. In einem Sturz befindet sich folgende Inschrift: BITTET SO WERDET IHR EMPFAHEN IOH 16 V 2 17 V 4. Die Kapelle ist aufgrund von Alter, Machart und aus volkskundlichen Gründen als Denkmal schützenswert. 1954 musste die Kapelle aufgrund der Verbreiterung der Broicher Straße versetzt werden. Letzte Ausbesserungsarbeiten an der Kapelle fanden im Jahr 2000 statt.